# Bizory
Bizory est un hameau sis au nord-est de la ville de Bastogne, dans le Luxembourg belge (Région wallonne de Belgique). Avant la fusion des communes, il faisait partie de la commune de Wardin.

## Situation
Entouré de grandes prairies, ce hameau ardennais se trouve à une altitude de 490 m. Il se situe en dehors des grands axes routiers entre les localités de Foy, Mageret, Neffe et Bastogne dont le centre de la ville se situe à environ 4 km au sud-ouest.
Bizory se compose de plusieurs anciennes fermettes bâties en pierre de grès dont les encadrements des portes et fenêtres sont souvent réalisés en brique rouge.

## Patrimoine
- Le corps de logis de la Ferme Schumer sise au no 6 ainsi que l'ensemble formé par la ferme, la chapelle Saint Cunibert et les terrains environnants sont repris sur la liste du patrimoine immobilier classé de Bastogne.
- La chapelle Saint-Cunibert, érigée au XVIIe siècle ou au XVIIIe siècle, était un lieu de pèlerinage aux trois Marie.

- le Musée de la Laine se trouve au centre (au no 5). Y sont présentées les différentes étapes du travail de la laine et la découverte de la vie et des métiers d’antan dans une maison d’époque (reconstituée). Il comprend un parc animalier, Animalaine, qui héberge deux douzaines d'espèces d'animaux lainiers [1].
- Au nord du hameau, le Bois de la Paix, est un espace boisé créé en 1994 pour la commémoration des cinquante ans de la Bataille des Ardennes. Il s'étend sur 3 ha et comprend environ 4 000 arbres. Vu du ciel, l'espace central représente la mère et l'enfant, sigle et symbole de l'UNICEF. Ce bois est dédié aux combattants et civils belges et alliés qui ont combattu pour la liberté. Des vétérans américains ont pu chacun placer une plaquette avec leur nom et leur unité au pied de l'un de ces arbres[2].